# 恋するヨプゴン・ガール
『恋するヨプゴン・ガール』（こいするヨプゴン・ガール、AYA de Yopougon）は、マルグリット・アブエ原作、クレマン・ウブレリ作画によるフランスの漫画（バンド・デシネ）作品。
1970年代のコートジボワールを舞台に、戦争・貧困・飢餓などアフリカのイメージとは異なる、19歳の少女の日常を描く。フランス本国での単行本は全6巻、日本では講談社の雑誌『クーリエ・ジャポン』にて2010年7月号より翻訳連載されている。2011年にフランスでアニメ映画化される予定。
タイトルにもなっている「ヨプゴン」は、コートジボワールの最大都市・アビジャンにある労働者の街。

## 主な登場人物
アヤ
主人公。ヨプゴンに暮らす19歳の少女。医師になる夢を持ち、勉強に励むが、父親からは反対されている。父親はビール会社「ソリブラ社」の元幹部で、母親は同社の重役秘書。
ビントゥ
アヤの親友。大好きだった夜遊びが父親にバレ、外出禁止になってしまう。
アジュア
アヤの親友。ムッサの子どもを妊娠する。父親は新聞記者。
ムッサ
ビントゥの彼氏。父親は会社社長で厳格。浮気相手のアジュアを妊娠させてしまい、父親に泣きつく。
ママドゥ
ビントゥのいとこ。パーティー会場で久しぶりに再会する。
エルベ
ビントゥのいとこ。ビントゥの父親の言いつけで、彼女が外出しないよう見張っている。
ボナバンチュール
ムッサの父親。「ソリブラ社」の社長。
シモーヌ
ムッサの母親。息子の奔放な下半身に呆れ、激怒する。

## 書誌情報
『Aya de yopougon』（フランス語） 全6巻
1. 2005年11月20日、ISBN 978-2070573110
2. 2006年09月29日、ISBN 978-2070575886
3. 2007年10月09日、ISBN 978-2070615438
4. 2008年11月21日、
5. 2009年11月05日、
6. 2010年11月25日、